# Jassem Gaber
Jassem Gaber Abdulsallam (tiếng Ả Rập: جاسم جابر عبد السلام; sinh ngày 20 tháng 2 năm 2002) là một cầu thủ bóng đá chuyên nghiệp người Qatar hiện thi đấu ở vị trí tiền vệ hoặc hậu vệ cho câu lạc bộ Al-Arabi và đội tuyển quốc gia Qatar.